# Rubén Correa
Rubén David Correa Montenegro (15 lipca 1941 w Limie) – piłkarz peruwiański grający podczas kariery na pozycji bramkarza.

## Kariera klubowa
Rubén Correa podczas kariery piłkarskiej w klubie Universitario Lima. Z Universitario pięciokrotnie zdobył mistrzostwo Peru w 1964, 1966, 1967, 1969 i 1971. 
Potem występował jeszcze w Defensorze Lima.

## Kariera reprezentacyjna
W reprezentacji Peru Correa zadebiutował 28 lipca 1967 w przegranym 0-1 towarzyskim meczu z Urugwajem. W 1970 Correa uczestniczył w Mistrzostwach Świata. Na turnieju w Meksyku był rezerwowym i nie wystąpił w żadnym meczu. Ostatni raz w reprezentacji wystąpił 24 lutego 1970 w wygranym 5-2 towarzyskim meczu z Bułgarią. Od 1967 do 1970 rozegrał w reprezentacji 4 mecze.